# Stella Pach
Estella (Stella) Pach (Amsterdam, 10 januari 1910 - aldaar, 17 maart 1992) was een Nederlands verzetsstrijder.

## Levenloop

### Jeugd en opleiding
Pach werd geboren op 10 januari 1910 in Amsterdam. Ze was de dochter van diamantbewerker Levie Pach en kostuumnaaister Fijtje Salomons. Pach had twee broers, Samuel (Sam) en Alexander (Lex) en groeide op in een Joods gezin. In haar vrije tijd kreeg ze zwemles, leerde ze Esperanto, was ze lid van een socialistisch kinderkoor en van 'De Natuurvrienden'. Pach deed een tweejarige opleiding tot coupeuse aan de Vakschool voor Verbetering van Vrouwen- en Kinderkleeding in Amsterdam. In 1932 behaalde ze haar nijverheidsakte en vond daarna werk als leerkracht.
In 1933 kwam ze opnieuw in contact met de joodse communist Werner Stertzenbach die ze tijdens een Esperantocongres in 1928 had leren kennen. Hij was vanuit Duitsland naar Nederland gevlucht en vond tijdelijk onderdak bij de familie Pach in Amsterdam.In 1937 werd Pach aangesteld als assistent-bestuurder bij de Algemene Bond van Arbeiders en Arbeidsters in de Textiel- en Kledingbedrijven ‘De Eendracht’. Naast haar werk voor De Eendracht gaf ze in de avond naailessen op de huishoudschool. 

### Tweede Wereldoorlog
Op 8 januari 1940 werd ze voor drie jaar benoemd tot gedelegeerd lid van het bestuur van de Vereniging Vakschool tot Opleiding van Verkoopsters en Industrienaaisters. Vanaf november 1940 werd het echter verboden voor joden om deel uit te maken van overheidsfuncties, waardoor Pach haar baan verloor. Na haar ontslag verdiende ze wat bij door het geven van naailessen, onder meer voor de Centrale voor Beroepsopleiding van de Joodse Raad.
In oktober 1941 kwam ze opnieuw in contact met Stertzenbach, die op dat moment in Centraal Vluchtelingenkamp Westerbork zat. Door middel van het schrijven van brieven hielden ze elkaar op de hoogte van de gebeurtenissen in hun dagelijks leven en corresponderen ze over de boeken die ze lezen. In december 1941 bezocht Pach voor de eerste keer Westerbork, en Stertzenbach verbleef in februari en juli 1942 voor korte tijd in Amsterdam. Pach en Stertzenbach ontwikkelde een hechte band en ondanks de drang van Pach naar zelfstandigheid, beloofden ze met elkaar te trouwen. Via Etty Hillesum liet Pach in september 1942 een trouwring aan hem in Kamp Westerbork afleveren.
In maart 1942 was Pach begonnen als leerkracht aan de Joodse Nijverheidsschool voor meisjes E.J. van Det. Hierdoor ontving ze op 9 juli 1942 een onmisbaarheidsverklaring en was ze tijdelijk behoed voor deportatie. In diezelfde periode werd Westerbork een deportatiekamp, waardoor bezoeken niet meer mogelijk waren. Het briefverkeer blijft onveranderd en Pach stuurde Stertzenbach regelmatig boeken en eten toe. In november 1942 waarschuwde Stertzenbach haar dat ze beter in Amsterdam kon blijven, omdat de situatie te gevaarlijk werd.
Half mei 1943 waren er te weinig leerlingen op de Joodse Nijverheidsschool, waardoor deze noodgedwongen gesloten werd. Kort daarna ontving Pach een oproep om zich te melden in Kamp Westerbork. Kort daarna dook ze onder. Pach had een vals persoonsbewijs. Ze gebruikte haar eigen naam, maar vervalste de namen van haar ouders. Via vrienden en kennissen vond ze onderduikadressen in onder meer Arnhem, Dordrecht, Amsterdam en Den Haag. Eind augustus 1943 sloot ze zich aan bij Verzetsgroep Van Dien, waar Stertzenbach ook aan verbonden was. Ze was actief als koerierster, verzorgde onderduikers, zorgde voor distributiebonnen en valse persoonsbewijzen en werkte ze mee aan het illegale blad van de Interessen-Gemeinschaft Anti-Faschistischer Deutscher in den Niederlanden. In september 1943 was haar verloofde Stertzenbach ontsnapt uit Kamp Westerbork. Ze verbleven af en toe op hetzelfde onderduikadres. Vanaf augustus 1944 huurde een ze kamer in Amsterdam bij een Rijksduitse. Ze noemde deze plek "een pracht uitgangspunt voor onze illegale activiteit".

### Na de oorlog
Na de bevrijding kwam Pach erachter dat ze zwanger was van Stertzenbach. Hij keerde in het najaar van 1945 terug naar Duitsland. Pach koos er door de gebeurtenissen van de Tweede Wereldoorlog voor om niet mee te gaan. In december 1945 werd hun dochter Manja Pach geboren. Door haar falende gezondheid was ze niet in staat om te werken, waardoor ze het financieel moeilijk had. Vanaf 1948 ontving ze een buitengewoon pensioen voor verzetsdeelnemers.
Stella Pach overleed op 17 maart 1992 in Amsterdam.

## De familie Pach
De vader van Pach, Levie Pach, zat vanaf februari 1943 drie maanden in een Joods werkkamp in Mantinge. Hij en zijn vrouw Fijtje Salomons werden op 2 juni 1943 naar vernietigingskamp Sobibór gedeporteerd en aldaar omgebracht.
Samuel (Sam) Pach, haar oudere broer, en zijn vrouw Rachel Pach-Hijman kwamen op 22 juli aan in Westerbork. Zijn werden op 13 juli 1943 gedeporteerd naar Sobibór en zijn aldaar omgebracht. Hun dochtertje overleefde de oorlog, omdat zij was ondergebracht op een onderduikadres.

Alexander (Lex) Pach, haar jongere broer, en zijn vrouw Roza Bino werden op 16 juli 1942 naar Auschwitz gedeporteerd en zijn aldaar omgebracht.
- Library of Congress Control Number: n2007042925
- Nationale Bibliotheek van Israël: 987011253350605171
- Virtual International Authority File: 4382384
- WorldCat: E39PBJd3PMpHDCCXp7wWtPChHC